# 園部町法京
園部町法京（そのべちょうほうきょう）は、京都府南丹市の地名。2006年（平成18年）1月1日の南丹市発足以前は、船井郡園部町の大字・法京（ほうきょう）であった。近年は、「ホタルの里」として保護活動に取り組んでいる。
本項では現在の地名について園部町法京、または法京として記述する。

## 地理
法京は、園部町の西側に位置する山間地域。園部町天引（あまびき）との境は、法京ゆず二号橋、園部町大河内（おおかわち）との境はかわちはし（橋）である。

### 法京の小字
南丹市が公示している園部町法京の住所は次の通りである。正確には、以下に掲げられる地名に「園部町法京」を冠したものが南丹市の字（小字）名である。
- 上山（うえやま）
- 大下（おおした）
- 小田向（おだむかい）
- 上川原田（かみかわらだ）
- 川向（かわむかい）
- 河原田（かわらだ）
- 京ケ芝（きょうがしば）
- 蔵垣内（くらがいち）
- 下（しも）
- 下川原田（しもかわらだ）
- 下ノ向（しものむかい）
- 下山（しもやま）
- 竹ケ向（たけがむかい）
- 谷口（たにぐち）
- 堂ノ上（どうのうえ）
- 堂ノ後（どうのうしろ）
- 堂ノ谷（どうのたに）
- 堂ノ前（どうのまえ）
- 堂ノ向（どうのむかい）
- 中山（なかやま）
- 東畑（しがしばた）
- 広畑（ひろはた）
- 向川原（むかいがわら）
- 向田（むかいだ）
- 森ノ上（もりのうえ）

### 河川
- 園部川
園部川（そのべがわ）は、桂川の一次支流。
  - 法京北川
法京北川（ほうきょうきたがわ）は、園部川の支流。
  - 堂ノ谷川
堂ノ谷川（どうのたにがわ）は、園部川の支流。
    - 中山川
中山川（なかやまがわ）は堂ノ谷川の支流。法京橋で合流。

  - 倉ヶ谷川
倉ヶ谷川は、園部川の支流。

### 名勝
- 天狗岩

## 世帯数と人口
2024年（令和6年）5月1日現在の世帯数と人口。
| 町丁       | 世帯数 | 人口 | 男  | 女   |
| ---------- | ------ | ---- | --- | ---- |
| 園部町法京 | 10世帯 | 19人 | 9人 | 10人 |

### 人口の変遷
国勢調査による人口の推移。
| 1995年（平成7年）  | 32人 | [ 12 ] |  |
| 2000年（平成12年） | 30人 | [ 13 ] |  |
| 2005年（平成17年） | 26人 | [ 14 ] |  |
| 2010年（平成22年） | 21人 | [ 15 ] |  |
| 2015年（平成27年） | 28人 | [ 16 ] |  |
| 2020年（令和2年）  | 22人 | [ 17 ] |  |

### 世帯数の変遷
国勢調査による世帯数の推移。
| 1995年（平成7年）  | 16世帯 | [ 12 ] |  |
| 2000年（平成12年） | 16世帯 | [ 13 ] |  |
| 2005年（平成17年） | 15世帯 | [ 14 ] |  |
| 2010年（平成22年） | 13世帯 | [ 15 ] |  |
| 2015年（平成27年） | 14世帯 | [ 16 ] |  |
| 2020年（令和2年）  | 11世帯 | [ 17 ] |  |

### 法京に多い姓
法京で最も多い姓は「大町」、次に「原田」「井上」「足立」姓がある。

## 歴史

### 沿革
- 1889年（明治22年） – 町村制の施行により、埴生村・天引村・大河内村・法京村・南八田村・殿谷村の区域をもって西本梅村が発足[19]。法京は西本梅村の大字名となる。
- 1955年（昭和30年） – 西本梅村が園部町に編入され、法京は園部町の大字となる[20]。
- 1976年（昭和51年） – 法京で「ゆずの里づくり」がスタートする[21]。
- 2006年（平成18年） – 園部町・日吉町・ 美山町・八木町の4町合併による南丹市誕生に伴い、南丹市園部町法京となる。

### 地名の由来
平安時代、花山天皇（花山法皇）がこの地を訪れた際に寺を建立。「法の都『法京』と名付けよ」と言われたのが始まりだと伝わっている。

## 伝承

### サルが出ない
「法京にはサルが出たことがない」と住民たちは口を揃えて言う。不可解なことに、法京と同じ山間地である周辺の集落（大河内や埴生、天引など）ではサルが出没しており、法京ではサルは出なくてもシカやクマによる獣害は発生している。

### ばばカ淵
園部町法京と天引の間を流れる川には深い所がある。そのそばに大きな岩があり、昔、何かが老婆に化けて岩の上で糸繰りをしていたという。その淵は「ばばカ淵」と呼ばれている。昔、婆が淵（ばばカ淵）に老婆を沈めてから、時々幽霊のような婆が出るようになった。

## 交通

### 道路

#### 府道
主要地方道
- 京都府道・大阪府道54号園部能勢線

#### 橋
- かわちはし[28]
- 法京橋[28]
- 法京ゆず二号橋[28]
- 法京ゆず一号橋[28]

#### 有料道路 最寄りの乗り降り口
西日本高速道路（NEXCO西日本）
- E9京都縦貫自動車道（国道478号）園部IC – 府道19号と園部町曽我谷で接続

### 鉄道 最寄りの駅
西日本旅客鉄道（JR西日本）
- 山陰本線 園部駅（園部町小山東町）

### 路線バス
南丹市営バス
- ぐるりんバス・西本梅スクール・癒しの森線の法京区間にあるバス停[29]
  - 法京バス停

## 施設

### 南丹市設置
水道施設
- 南丹市園部法京水道施設 – 法京上山19番地6 外

情報関連施設
- 南丹市移動通信用施設（法京局） – 法京堂ノ上20番地1 外

### 区の管理運営
- 法京区公民館 – 法京堂ノ後1

### 社寺
- 普門寺
普門寺（ふもんじ）は曹洞宗の寺院。山号は瑞寶山。1637年（寛永14年）に十一面千手観音菩薩を本尊として創建された。
- 薬師堂
薬師堂（やくしどう）が普門寺の横にあり、慈覚大師の作といわれ花山天皇の守り本尊と伝えられている薬師如来が祀られている。花山天皇が四国霊場を巡礼遍路の途中当地で休憩されたとき、法京山 宝福寺を建立し、本尊として安置された。かつて薬師堂は別の地にあったが、1907年（昭和40年）に隣家の火災で消失し、本尊は当時の住職が持ち出し難を逃れ、現在の地に祀られている。

## 生活

### NTT固定電話
同じ南丹市内であっても、園部MAの園部町法京と、亀岡MAの八木町地区の相互通話には、市外局番 (0771)が必要である。
| 番号区画コード | 単位料金区域 | 市外局番 | 市内局番 |
| -------------- | ------------ | -------- | -------- |
| 418            | 園部MA       | 0771     | DE72     |

携帯電話の大手キャリアのほとんどで通信ができない圏外村であったが、2022年（令和4年）ごろ、NTTドコモのアンテナ設備が設置されて圏外が解消された。

### 日本郵便
- 郵便番号 – 622-0064[4]
- 集配局 – 園部郵便局[31]
- 法京にある郵便ポスト
  - ポスト番号016401 – 法京堂ノ後1。型：差出箱14号W[32]

### 電気
- 一般送配電事業者 – 関西電力送配電株式会社
- 交流電気の周波数 – 60Hz

## 学校

### 小・中・高校の学区
市立小・中学校及び府立高校の学区（校区）は以下の通りとなる。
| 大字       | 番地 | 小学校             | 中学校             |
| ---------- | ---- | ------------------ | ------------------ |
| 園部町法京 | 全域 | 南丹市立園部小学校 | 南丹市立園部中学校 |

| 京都府立高等学校 | 京都府立高等学校               |
| ---------------- | ------------------------------ |
| 口丹通学圏       | 京都府立園部高等学校           |
| 口丹通学圏       | 京都府立農芸高等学校           |
| 口丹通学圏       | 京都府立須知高等学校           |
| 口丹通学圏       | 京都府立北桑田高等学校         |
| 口丹通学圏       | 京都府立北桑田高等学校美山分校 |
| 口丹通学圏       | 京都府立南丹高等学校           |
| 口丹通学圏       | 京都府立亀岡高等学校           |

## 第一次産業

### 特産品
法京の特産品としてゆずがある。湖池屋より、法京などの南丹市産ゆずを使った「湖池屋プライドポテト JAPAN 京都 柚子七味」が販売されている。南丹市内の道の駅などでは、法京産のゆずジャムも販売されている。

## 救急・防災関連

### 消防署及び消防団
- 京都中部広域消防組合管轄区域
  - 最寄りは園部消防署（園部町上木崎町大将軍19番地2）
- 南丹市消防団園部支団第5分団第2部第2班（法京班）の活動区域[35]

| 名称 | 南丹市消防団 | 園部支団   | 第5分団        | 第2部              | 第2班 |
| 範囲 | 南丹市全域   | 園部町全域 | 西本梅地区全域 | 天引・法京・大河内 | 法京  |

### 医療圏にある災害拠点病院
- 京都中部総合医療センター – 八木町八木上野25番地

### 避難所

#### 収容避難所
- 西本梅地区活性化センター  – 園部町南八田中山17番地[36]

#### 一時避難所
- 法京区会議所（法京区公民館） – 法京堂ノ後1[36]

#### 臨時避難所
- 京都府立農芸高等学校 – 園部町南大谷下芝雨乞嶽12番地

### 防災行政無線
災害情報や行政情報などを、音声で伝える通信設備。家庭などに設置している「戸別受信機」と小学校などにある「屋外拡声子局」から音声が発せられる。区などに貸し出されている「地区遠隔制御装置」からも集落内放送ができる。
毎日12時と17時には、動作確認として時報の音楽が流される。12時が「エーデルワイス」、17時が「夕焼け小焼け」。
- 戸別受信機の設置場所
  - 各戸
- 屋外拡声子局の設置場所
  - 不明
- 地区遠隔制御装置の設置場所
  - 不明

### サイレン吹鳴
火災時にサイレン吹鳴がある。法京では毎月1日21時、動作確認と火災予防啓発のため、サイレン吹鳴が実施される。そのほか、春と秋の火災予防週間にも鳴らされる。
- 火災時
- 毎月1日21時
- 春の火災予防週間:3月1日～7日
- 秋の火災予防週間:11月9日～15日

## その他

### 法京のコード
- 住所コード（JISコード系）[1]

| 京都府 | 南丹市 | 西本梅 | 法京 |
| ------ | ------ | ------ | ---- |
| 26     | 213    | 011    | 005  |

- 運輸局住所コード[37]。

| 京都府 | 南丹市 | 園部町法京 | 小字     |
| ------ | ------ | ---------- | -------- |
| 26     | 512    | 0410       | 001～025 |